# Hoàng Liên Sơn (tỉnh)
Hoàng Liên Sơn là một tỉnh cũ thuộc vùng Tây Bắc Bộ Việt Nam. Địa giới hành chính tỉnh Hoàng Liên Sơn ngoại trừ huyện Than Uyên tương ứng với tỉnh Lào Cai ngày nay.

## Địa lý
Tỉnh Hoàng Liên Sơn nằm ở giữa đông và tây Bắc Bộ, có vị trí địa lý:
- Phía bắc giáp tỉnh Vân Nam (Trung Quốc)
- Phía nam giáp tỉnh Sơn La
- Phía đông giáp tỉnh Hà Tuyên và tỉnh Vĩnh Phú
- Phía tây giáp tỉnh Lai Châu.

## Lịch sử
Tỉnh Hoàng Liên Sơn được thành lập vào ngày 27 tháng 12 năm 1975, trên cơ sở sáp nhập các tỉnh Lào Cai, Yên Bái và các huyện Mù Căng Chải, Văn Chấn, Trạm Tấu, Than Uyên của tỉnh Nghĩa Lộ (riêng 2 huyện Bắc Yên và Phù Yên trở về tỉnh Sơn La quản lý).
Khi hợp nhất, tỉnh Hoàng Liên Sơn có 4 thị xã: Lào Cai, Yên Bái, Cam Đường, Nghĩa Lộ và 16 huyện: Bắc Hà, Bảo Thắng, Bảo Yên, Bát Xát, Lục Yên, Mù Cang Chải, Mường Khương, Sa Pa, Si Ma Cai, Than Uyên, Trạm Tấu, Trấn Yên, Văn Bàn, Văn Chấn, Văn Yên, Yên Bình. Tỉnh lỵ của tỉnh ban đầu được đặt tại thị xã Lào Cai, đến năm 1978 được dời về thị xã Yên Bái.
Năm 1978, chuyển thị xã Nghĩa Lộ thành thị trấn Nghĩa Lộ thuộc huyện Văn Chấn. Năm 1979, sáp nhập thị xã Cam Đường vào thị xã Lào Cai, sáp nhập huyện Si Ma Cai vào huyện Bắc Hà.
Năm 1991, tỉnh có diện tích 14.125 km², dân số 784.800 người. Gồm 2 thị xã: Yên Bái (tỉnh lị) và Lào Cai và 15 huyện: Bắc Hà, Bảo Thắng, Bảo Yên, Bát Xát, Lục Yên, Mù Cang Chải, Mường Khương, Sa Pa, Than Uyên, Trạm Tấu, Trấn Yên, Văn Bàn, Văn Chấn, Văn Yên, Yên Bình.
Ngày 12 tháng 8 năm 1991, kỳ họp thứ 9 Quốc hội khóa VIII ra nghị quyết chia tỉnh Hoàng Liên Sơn để tái lập tỉnh Lào Cai và tỉnh Yên Bái (bao gồm cả phần thuộc tỉnh Nghĩa Lộ cũ):
- Tỉnh Lào Cai gồm thị xã Lào Cai và 8 huyện: Bắc Hà, Bảo Thắng, Bảo Yên, Bát Xát, Mường Khương, Sa Pa, Than Uyên, Văn Bàn.
- Tỉnh Yên Bái gồm thị xã Yên Bái và 7 huyện: Lục Yên, Mù Cang Chải, Trạm Tấu, Trấn Yên, Văn Chấn, Văn Yên, Yên Bình.